# Pierre Assouline
Pour les articles homonymes, voir Assouline.
Œuvres principales
Double Vie
Vies de Job
Pierre Assouline est un journaliste, chroniqueur de radio, romancier,, et biographe français, né le 17 avril 1953 à Casablanca (alors dans le protectorat français au Maroc).
Ancien responsable du magazine Lire, membre du comité de rédaction de la revue L'Histoire et membre de l'académie Goncourt depuis 2012, il a notamment écrit les biographies de Marcel Dassault, Georges Simenon, Gaston Gallimard, Jean Jardin, Daniel-Henry Kahnweiler, Albert Londres ou encore Hergé,. Il est l'auteur de milliers d'articles et de chroniques radio.

## Biographie
Fils de Marcel Assouline, directeur des sociétés, et de Monique Zerbib, Pierre Assouline passe sa prime enfance à Casablanca puis rejoint la France et suit des études secondaires au cours Fides et au lycée Janson-de-Sailly à Paris. Il fait ses études supérieures à l'université de Nanterre et à l'École des langues orientales, puis devient journaliste.
Il travaille d'abord pour des agences (Apei, Asa Press, Fotolib) avant d'entrer aux services Étranger du Quotidien de Paris (1976-1978) puis de France-Soir (1979-1983), tout en enseignant au Centre de formation et de perfectionnement des journalistes (CFPJ) et en collaborant à la revue L'Histoire (1979)[réf. nécessaire].
À partir des années 1980, il se rapproche du milieu littéraire, devenant conseiller littéraire des éditions Balland (1984-1986) et écrivant plusieurs livres sur l'histoire culturelle récente, à commencer par une biographie de Gaston Gallimard (1984). Il entre comme rédacteur au magazine Lire en 1985 et y devient directeur de la rédaction en 1993[réf. nécessaire].
Il travaille aussi à la radio, sur France Inter (1986-1990), RTL (1990-1999), ponctuellement sur France Culture, est chroniqueur au Monde 2, critique pour Le Nouvel Observateur, et membre du comité de rédaction du mensuel L'Histoire.
Il est chargé de conférences à l'Institut d'études politiques de Paris, pour le cours de lecture-écriture en première année et à l'école de journalisme de cet institut,.
Il intègre l'académie Goncourt le 11 janvier 2012 pour y siéger en tant que juré au couvert de Françoise Mallet-Joris.
Il est membre du « comité culturel » de la maison de vente Artcurial, et du cercle de l'Union interalliée.
C'est par son travail de lobbying auprès des conseillers du maire de Paris, que la rue Sébastien-Bottin prend le nom de rue Gaston-Gallimard.

### Polémiques
Le 24 octobre 1996, Calixthe Beyala obtient le grand prix du roman de l'Académie française pour son livre Les Honneurs perdus, paru en août 1996 chez Albin Michel. Dans la revue littéraire Lire, Pierre Assouline prétend avoir identifié des emprunts au livre de Ben Okri, La Route de la faim[réf. souhaitée]. Après une étude de texte comparative, les éditeurs de Ben Okri et de Calixthe Beyala rejettent l'accusation de Pierre Assouline par un communiqué commun à la presse[réf. souhaitée]. Face à l'insistance de Pierre Assouline, Calixthe Beyala lui répond sur un ton ironique dans Le Figaro, avec un texte intitulé : « Moi Calixthe Beyala la plagiaire ! »[réf. nécessaire]. De nombreuses personnalités de l'Académie française[Qui ?] montent au créneau, apportant leur soutien à l'écrivain en jugeant qu'il « s'agissait d'un ouvrage ancien » et que « tout le monde a plagié », de Corneille à Stendhal.
Pierre Assouline a publié plusieurs articles critiquant l'encyclopédie Wikipedia,. En 2007, sous sa direction, des étudiants de l'Institut d'études politiques de Paris se livrent à des vandalismes sur l'encyclopédie dans le but d'observer le temps nécessaire à leur correction, action qui a par la suite été médiatisée (voir aussi La Révolution Wikipédia).
En septembre 2008, le tribunal correctionnel de Paris le condamne pour diffamation envers María Kodama (veuve de l'écrivain argentin Jorge Luis Borges) pour avoir affirmé sans preuves que son mariage n'était peut-être pas « valide » et que le testament de l'écrivain avait fait l'objet de « manipulations »,.
À l’automne 2011, Assouline publie, sur son blog, un compte-rendu acerbe d’une causerie littéraire autour de la parution de La Trahison des éditeurs, de Thierry Discepolo. Les positions exprimées dans ce billet seront notamment l’objet d’un compte rendu non moins acerbe sur le site d’Acrimed, dans lequel Pierre Assouline est qualifié de « chien de garde de l’édition ».

### Blog
Son blog, intitulé La République des livres, est centré sur la littérature, l'actualité littéraire et la critique de livres. Hébergé par lemonde.fr, ce blog a été pendant quelques mois l'un de ceux les plus consultés du web francophone en matière d'actualité littéraire.
L'article du 9 janvier 2007 dénonce, à la suite d'un article de Daniel Garcia (blog Livres Hebdo) le 30 novembre, la présence dans la bibliographie de la page « Affaire Dreyfus » de Wikipédia d'un ouvrage antidreyfusard placé depuis le 14 juillet 2006 en tête de liste[réf. nécessaire].
Le blog La République des livres a quitté la plate-forme du journal Le Monde le 26 novembre 2012 pour être hébergé sur son propre serveur, en conservant la même formule, et en s'ouvrant à d'autres critiques littéraires, ainsi qu'aux traducteurs[source secondaire nécessaire].

### Vie privée
Marié le 2 novembre 1980 avec Angela Yadgaroff, il a deux enfants : Meryl et Kate.
Il fait ou a fait partie du cercle de l’Union interalliée.

## Œuvre

### Présentation de quelques ouvrages
- L'Épuration des intellectuels (1996), traite des procès des journalistes et écrivains français des années 1940 (Robert Brasillach, Charles Maurras, Jean Hérold-Paquis, Georges Suarez, Henri Béraud, Jean Luchaire, etc), et place au centre de sa problématique la responsabilité des intellectuels face aux conséquences de leurs écrits[31],[32].
- La Cliente (1998), présente un narrateur se plongeant dans les archives de l'Occupation et de la collaboration. Il découvre par hasard une lettre dénonçant la famille d'un de ses amis. Il prend aussi connaissance de milliers de lettres anonymes, où des Français dénoncent leur voisin, un membre de la famille, un ami, des juifs.
- Double vie (2001) traite, notamment, de la place de la technologie dans les sociétés contemporaines.
- Lutetia (2005) raconte une histoire d'amour entre le détective du Lutetia et une amie d'enfance, mais surtout une histoire de la France de 1938 à 1945 à travers l'histoire de l'hôtel Lutetia qui a, durant toute l'Occupation, servi de siège à l'Abwehr (les services secrets de l'état-major allemand) puis, à la Libération, de lieu d'accueil des déportés et rapatriés[33].
- Le Portrait (2007), permet au travers du portrait de la baronne Betty de Rothschild, peint par Ingres en 1848, de raconter l'histoire de la famille Rothschild[34].

### Œuvres
La date donnée est celle de l'édition originale. Les préfaces et postfaces ont été négligées.

#### Biographies
- Monsieur Dassault, Paris : Balland, 1983  (ISBN 2-7158-0406-7)
- Gaston Gallimard : un demi-siècle d'édition française, Paris : Balland, 1984  (ISBN 2-7158-0486-5)
- Une Éminence grise, Jean Jardin (1904-1976), Paris : Balland, 1986  (ISBN 2-7158-0607-8)
- L’Homme de l'art : D.-H. Kahnweiler (1884-1979), Paris : Balland, 1988  (ISBN 2-7158-0677-9)
- Albert Londres : vie et mort d'un grand reporter (1884-1932), Paris : Balland, 1989  (ISBN 2-7158-0726-0)
- Simenon : biographie, Paris : Julliard, 1992  (ISBN 2-260-00994-8)
- Hergé : biographie, Paris : Plon, 1996  (ISBN 2-259-18104-X)
- Cartier-Bresson : l’Œil du siècle, Paris : Plon, 1999  (ISBN 2-259-18568-1)
- Grâces lui soient rendues : Paul Durand-Ruel, le marchand des impressionnistes, Paris : Plon, 2002  (ISBN 2-259-19302-1)
- Le Dernier des Camondo, Paris : Gallimard, 1997  (ISBN 2-07-074554-6)
- Rosebud : éclats de biographies[35], Paris : Gallimard, 2006  (ISBN 2-07-073230-4)
- Tu seras un homme, mon fils, Gallimard, 2020.

#### Histoire
- Lourdes, histoires d'eau, Paris : A. Moreau, 1980
- L’Épuration des intellectuels (1944-1945), Bruxelles : Complexe, 1985  (ISBN 2-87027-167-0)
- Lutetia, Paris : Gallimard, 2005  (ISBN 2-07-077146-6)
- Sigmaringen, Paris : Gallimard, 2014  (ISBN 2-07-013885-2)
- Occupation. Romans et biographies, Robert Laffont, 2018, 1 326 p.

#### Reportages
- Les Nouveaux Convertis : enquête sur des chrétiens, des juifs et des musulmans pas comme les autres, Paris : A. Michel, 1981
- De nos envoyés spéciaux : les coulisses du reportage, Paris : J.-C. Simoën, 1977 (en coll. avec Philippe Dampenon)
- Germinal : l'aventure d'un film, Paris : Fayard, 1993  (ISBN 2-213-03152-5)

#### Entretiens
- Le Flâneur de la rive gauche : entretiens avec Antoine Blondin, Paris : F. Bourin, 1988  (ISBN 2-87686-022-8)
- Singulièrement libre : entretiens avec Raoul Girardet, Paris : Perrin, 1990  (ISBN 2-262-00717-9)

#### Fiction
- Le Fleuve Combelle, Paris : Calmann-Lévy, 1997  (ISBN 2-7021-2696-0)
- La Cliente, Paris : Gallimard, 1998  (ISBN 2-07-075278-X)
- Double vie, Paris : Gallimard, 2000  (ISBN 2-07-075498-7), prix des Libraires
- État limite, Paris : Gallimard, 2003  (ISBN 2-07-076483-4)
- Les Invités, Paris : Gallimard, 2009  (ISBN 978-2-07-078425-7)
- Une question d’orgueil, Paris : Gallimard, 2012  (ISBN 978-2-07-013271-3)
- Golem, Paris : Gallimard, 2016  (ISBN 978-2-07-014618-5)
- Retour à Séfarad, Paris : Gallimard / NRF, 2018, roman[36]
- L'annonce, Paris : Gallimard, 2025  (ISBN 978-2-07-304729-8)

#### Divers
- Desiree Dolron : exaltation, gaze, Xteriors, Paris : X. Barral, Institut néerlandais, 2006 (avec Mark Haworth-Booth)  (ISBN 2-915173-15-X)
- Le Portrait, Paris : Gallimard, 2007  (ISBN 978-2-07-077614-6)
- Brèves de blog. Le nouvel âge de la conversation, Paris : Les Arènes, 2008  (ISBN 978-2-35204-068-2)
- Autodictionnaire Simenon, Paris : Omnibus, 2009  (ISBN 978-2258080096)
- Vies de Job, Paris : Gallimard, 2010  (ISBN 978-2-07-012539-5)
- Autodictionnaire Proust, Paris : Omnibus, 2009
- La Condition du traducteur, Paris, Centre national du livre, 2011 (BNF 42629813, lire en ligne)
- Du côté de chez Drouant. Cent dix ans de vie littéraire chez les Goncourt, Paris : Gallimard, 2013  (ISBN 978-2-07-014304-7)
- « Préface » au livre de Pierre Gourdain, Florence O’Kelly, Béatrice Roman-Amat, Delphine Soulas, Tassilo von Droste zu Hülshoff, La Révolution Wikipédia – Les encyclopédies vont-elles mourir ?, Mille et une nuits, 2007, 142 p.
- Le paquebot : Gallimard, 2022  (ISBN 9782072895296)
- Le Nageur : Gallimard, 2023  (ISBN 9782072985393)

## Prix littéraires
Sa biographie d'Albert Londres lui a valu le prix de l'essai décerné par l'Académie française (1989).
Son ouvrage La Cliente (1998) a obtenu le prix WIZO et le prix Liste Goncourt : le choix polonais.
Le roman Lutetia (éditions Gallimard) obtient en 2005 le prix Maison de la presse.
Le 10 octobre 2007, Pierre Assouline obtient le prix de la Langue française qui récompense « l'œuvre d'une personnalité du monde littéraire, artistique ou scientifique qui a contribué, de façon importante, par le style de ses ouvrages ou son action, à illustrer la qualité et la beauté de la langue française ».
Les Vies de Job lui valent le prix Méditerranée 2011 ainsi que le prix Prince-Pierre-de-Monaco 2011.